# 牧夫座26
牧夫座26，又名BD+22 2715，HD 127739、SAO 83395、HR 5434，是牧夫座的一颗恒星，视星等为5.92，位于銀經26.51，銀緯66.57，其B1900.0坐标为赤經14h 27m 59.8s，赤緯+22° 66.57′ 1″。